# Georg Holtzendorff
Le comte Georg Holtzendorff (aussi écrit Holzendorff) est un peintre originaire du royaume de Saxe, spécialisé dans les paysages, les figurines et les chérubins. Il se réfugia en Angleterre à la suite de la guerre franco-prussienne de 1870.

## Œuvres
Holtzendorff a travaillé pour la Royal Crown de Derby, fabricant de porcelaine fine, et a peint des croquis représentant des paysages du Derbyshire qui ont été utilisés pour être appliqués sur la porcelaine.

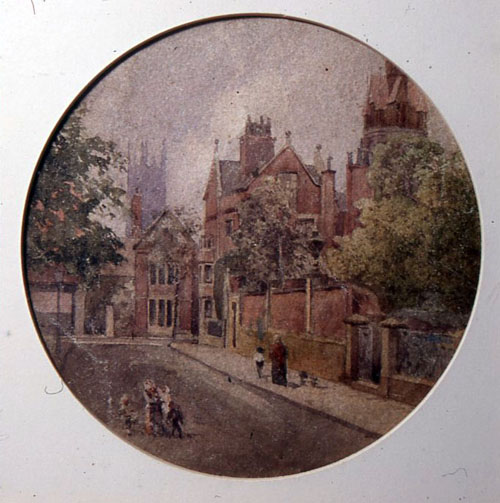
Becket Street. Vue du Derby Museum and Art Gallery vers 1882, lorsqu'il existait une maison pour le conservateur du musée.

Son œuvre principale est la décoration du « service à dessert de Gladstone », présenté par les Liberal Working Men (en) de Derby au Premier ministre William Ewart Gladstone, en 1883. Une aquarelle faite par Holtzendorff (vers 1882), représentant une vue de Becket Street avec le Derby Museum and Art Gallery en arrière-plan, est la seule étude sur papier liée au service de Gladstone qui nous soit parvenue.

## Sources
1. ↑  Margaret Sargeant, Royal Crown Derby (lire en ligne), p. 28
2. ↑  Edmund Burke, The Annual register of world events, vol. 125, Longmans, 1884, 52 p. (lire en ligne)
3. ↑   (en) « Becket Street, Derby », artfund.org (consulté le 15 mai 2005)